# Kostel svatého Jiljí (Dolní Bory)
Kostel svatého Jiljí se nachází v centru místní části Dolní Bory v obci Bory. Je to filiální kostel římskokatolické farnosti Bory. Jde o jednolodní gotickou stavbu s lodí s plochým stropem a klenutým kněžíštěm s pozdější historizující přestavbou. Kostel je chráněn jako kulturní památka České republiky. Kolem kostela se nachází hřbitov.

## Historie
Kostel pochází z doby kolem 14. století, od roku 1381 při kostele působila farnost, která byla spravována páterem Mikulášem, později, mezi lety 1590 a 1594 na farnosti působil nekatolický pastor. Od roku 1609 pak ve farnosti opět působil katolický farář, nicméně kostel byl nově přifařen do farnosti v Radostíně. Po roce 1677 pak byl do kostela na počest meziříčského kaplana do kostela umístěna socha svatého Jiljí, ta pak byla v roce 1794 nahrazena za oltářní obraz. V roce 1784 pak kostel byl přifařen do farností v Borech a v roce 1796 pak byl pořízen nový hlavní oltář. V roce 1863 v kostele vypukl požár, který spálil oltářní obraz, varhany a také byly roztaveny zvony. V roce 1883 pak kostel zakoupila obec, v 70. letech 20. století pak byl kostel opraven, další rekonstrukce pak proběhla v roce 1989. Mezi roky 1992 a 1997 pak proběhla velká rekonstrukce kostela, kdy pak bylo pořízeno i nové elektrické zvonění.
Autorem hlavního oltáře je Ondřej Schweigl.